# Osmoxylon serratifolium
Osmoxylon serratifolium är en araliaväxtart som först beskrevs av Adolph Daniel Edward Elmer, och fick sitt nu gällande namn av William Raymond Philipson. Osmoxylon serratifolium ingår i släktet Osmoxylon och familjen Araliaceae. Inga underarter finns listade.